# Morgengabio
Il morgengabio (morgengabe, morgengab, morgingab), o dono del mattino, era il regalo che secondo il rito longobardo il marito faceva alla propria moglie il giorno immediatamente dopo la prima notte di nozze.

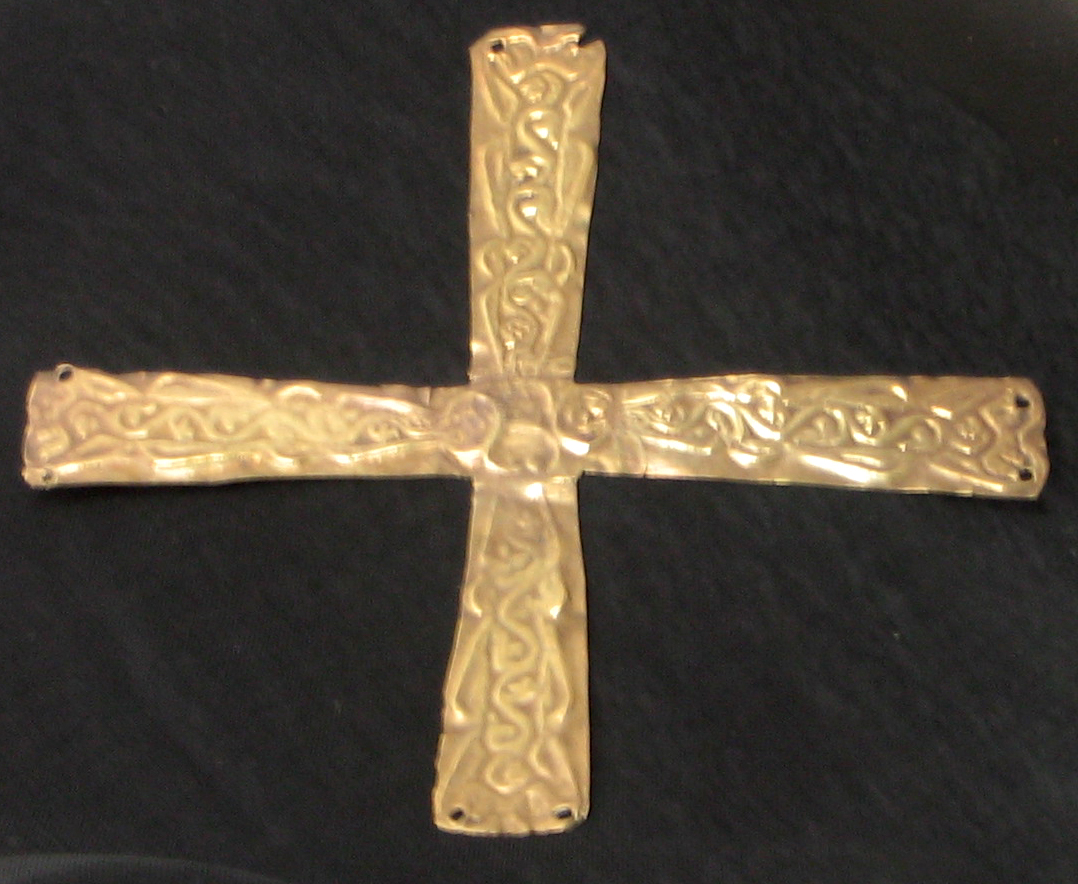
Crocetta longobarda

 Era anche chiamato praetium virginitatis o morgincapitis.

## Longobardi
Questa consuetudine germanica era tipica dei Longobardi ed era disciplinata, per gli aspetti successori, dall'editto di Rotari (? - 652). 
(Rotari, Edictus, cap. 182)
Liutprando, (? - 744), la istituzionalizzò con una specifica previsione:
(Liutprando, Leges, cap. 7.)
Stabilì che il suo valore non dovesse essere superiore alla quarta parte delle sostanze del marito, 
(Liutprando, Leges, ibid.)

## Funzione
Il morgengabio era una sorta di dote che il marito costituiva a favore della moglie e allo stesso tempo era l'ufficializzazione del matrimonio, che sostanziava attraverso la sua cerimonia. Il morgengabio infatti provato in forma scritta davanti a parenti e amici testimoniava non solo l'avvenuta unione carnale dei coniugi ma, principalmente, il riconoscimento che il marito longobardo faceva della moglie come tale.
Per l'entità dei beni che comprendeva, aveva la funzione di assicurare, non soltanto il mantenimento della moglie durante il periodo della - eventuale - vedovanza, ma anche lo stesso mantenimento dei figli.
Nell'uso del morgengabio ebbe il suo fondamento il cosiddetto matrimonio morganatico o matrimonio ad morganaticam (di probabile derivazione etimologica dal termine morgengabio), il quale prevedeva il patto che alla moglie e ai figli non sarebbe spettato alcun diritto sulle sostanze del marito e padre, ad eccezione di quanto determinato all'atto del matrimonio (la dote o morgengabio, appunto).
L'istituto del morgengabio fu utilizzato ancora nel XIII secolo nel bergamasco da chi professava il diritto longobardo. Vi sono evidenze storiche circa un morgengabio istituito nel 1268 da Zenone di Beltrame da Sorisole a favore della moglie Sibilla di Enrico de Coardis di Lemine.
Nel sud dell'Italia, il morgengabio fu utilizzato ancora nell'XI secolo, all'epoca normanna.

## Patrimonio
Il morgengabio diveniva di proprietà della moglie che lo manteneva anche in caso di vedovanza e di seconde nozze; rientrava ai fini successori nel suo asse ereditario.